# Villemort
Villemort település Franciaországban, Vienne megyében. Lakosainak száma 101 fő (2022. január 1.). Villemort Antigny, Béthines és Haims községekkel határos.

## Népesség
A település népessége az elmúlt években az alábbi módon változott:
| Lakosok száma | 106  | 105  | 111  | 103  | 103  | 102  | 102  | 101  | 101  |
|               | 2013 | 2015 | 2016 | 2017 | 2018 | 2019 | 2020 | 2021 | 2022 |